# Самора, Андрес
Эрнесто Андрес Самора Суго (исп. Ernesto Andrés Zamora Sugo; род. 13 апреля 1983, Монтевидео) — уругвайский легкоатлет, специалист по бегу на длинные дистанции и марафону. Выступает на профессиональном уровне с 2003 года, многократный победитель первенств национального значения, призёр ряда крупных международных стартов на шоссе, участник летних Олимпийских игр в Рио-де-Жанейро.

## Биография
Андрес Самора родился 13 апреля 1983 года в Монтевидео, Уругвай. Сын известного уругвайского бегуна Нельсона Саморы, участника Олимпийских игр 1992 года в Барселоне.
Впервые заявил о себе в лёгкой атлетике на международном уровне в сезоне 2003 года, когда вошёл в состав уругвайской сборной и выступил на чемпионате Южной Америки в Баркисимето, где в зачёте бега на 5000 метров закрыл десятку сильнейших.
В 2006 году занял 58-е место на чемпионате мира по полумарафону в Дебрецене.
В 2007 году на чемпионате мира по полумарафону в Удине показал на финише 67-й результат.
В 2008 году стартовал на чемпионате мира по полумарафону в Рио-де-Жанейро, занял итоговое 64-е место.
В 2009 году одержал победу на чемпионате Уругвая по кроссу в Монтевидео, показал 16-й результат на кроссовом чемпионате Южной Америки в Консепсьоне.
В 2011 году в дисциплинах 5000 и 10 000 метров стартовал на Всемирных военных играх в Рио-де-Жанейро, в обоих случаях в финал не вышел.
В 2012 году с результатом 2:26:40 занял 59-е место на Роттердамском марафоне.
В 2014 году показал 11-й результат на кроссовом южноамериканском чемпионате в Асунсьоне, в беге на 5000 метров стал чемпионом Уругвая, финишировал седьмым на иберо-американском чемпионате в Сан-Паулу.
В 2015 году в 5000-метровой дисциплине занял 12-е место на Всемирных военных играх в Мунгёне.
В 2016 году с результатом 2:18:57 занял 16-е место на Севильском марафоне. Выполнив олимпийский квалификационный норматив (2:19:00), удостоился права защищать честь страны на летних Олимпийских играх в Рио-де-Жанейро — в программе марафона показал время 2:18:36, расположившись в итоговом протоколе соревнований на 50-й строке.
В 2017 году в беге на 10 000 метров финишировал пятым на чемпионате Южной Америки в Асунсьоне. На Севильском марафоне в этот раз с результатом 2:16:22	пришёл к финишу девятым. Принимал участие в чемпионате мира в Лондоне — в зачёте марафона с результатом 2:16:00 закрыл двадцатку сильнейших.
В 2018 году занял 15-е место на Севильском марафоне и 77-е место на чемпионате мира по полумарафону в Валенсии.
В 2019 году был десятым на полумарафоне в Асунсьоне, в беге на 10 000 метров финишировал 17-м на Всемирных военных играх в Ухане, показал 81-й результат на Валенсийском марафоне.
В 2020 году победил на чемпионате Уругвая по бегу на 10 000 метров в Монтевидео.
В 2021 году выиграл чемпионат Уругвая в беге на 5000 метров, в той же дисциплине был седьмым на чемпионате Южной Америки в Гуаякиле. Помимо этого, занял 19-е место на Энсхедском марафоне.
В 2022 году с личным рекордом 2:11:26 занял 29-е место на Севильском марафоне, показал 50-й результат в марафоне на чемпионате мира в Юджине, 12-й результат на марафоне в Мехико, третий результат в марафоне на Южноамериканских играх в Асунсьоне. Также был 15-м на панамериканском чемпионате по кроссу в Серре, седьмым в полумарафоне на иберо-американском чемпионате в Ла-Нусии, 18-м на чемпионате Южной Америки по полумарафону в Буэнос-Айресе.